# エージー・コーポレーション
株式会社エージー・コーポレーションは、かつて東京都品川区に存在した企業。日本でサンドイッチチェーン「サブウェイ」を運営する日本サブウェイ合同会社のフランチャイジーとして「サブウェイ」の店舗を経営していた。そのほか、ステーキチェーンのフランチャイズ店などの飲食店も出店していた。

## 歴史
2001年4月17日に会社設立。かつては日本サブウェイの大手フランチャイジーとして、首都圏を中心に、基幹店舗の六本木ヒルズ店のほか、最盛期にはサブウェイを約20店舗展開していた。
2011年12月22日、赤羽駅西口のショッピングセンター「ビビオ (Bivio) 」1階に、サブウェイ赤羽西口店を開店した。
2012年3月14日、京王線府中駅前の再開発ビル「くるる」1階に、サブウェイくるる府中店を開店した。くるる府中店の開店により、日本サブウェイの店舗数は336店となった。
2013年4月19日、六本木ヒルズノースタワー地下1階に、サブウェイ六本木ヒルズ店を開店した。六本木ヒルズ店の開店により、日本サブウェイの店舗数は438店となった。
同社は日本サブウェイの代表的フランチャイジーとして、北関東エリアでは「エリアサポート代理店」も担当した。また同社の店舗は、日本サブウェイの店舗別年間売上1位を複数回記録したこともあった。2018年の決算では、同社の過去最高となる約17億4,900万円の売上高を上げた。
しかしその後、サブウェイ事業の業績不振により、新業態としてチーズケーキチェーン店、牛タン専門店、猫カフェなどに業態を拡大したものの、新規出店や人件費などの経費増大によりさらなる経営悪化を招いた。
そのため不採算店の閉鎖を行い、2019年1月までにサブウェイ店舗を9店舗まで縮小した。この間に、くるる府中店（2018年3月31日閉店）などが閉鎖されている。なお、サブウェイの「ドリンク回数券」は発行店舗でのみ6か月間有効だが、くるる府中店閉店の際には、同店で購入したドリンク回数券は返金に応じるほか「姉妹店の六本木ヒルズ店・赤羽西口店で引き続き使用できます」と店頭の貼り紙で告知された。
不採算店の大量閉店にもかかわらず業績は回復せず、資金繰りが限界に達したことから、同年1月16日付で東京地方裁判所から破産開始決定を受けるに至った。負債総額は約11億6,400万円（平成30年3月期決算時点）。
日本サブウェイの広報によれば、同社が破産開始決定を受けた同日午後時点で、同社運営のサブウェイ9店舗については全店一時休業の措置を取った。その時点で残っていた店舗には、六本木ヒルズ店、赤羽西口店などがあったが、のちに閉店した。六本木ヒルズノースタワーにあった基幹店の六本木ヒルズ店は、2019年（令和元年）11月1日をもって閉店している。
翌2020年（令和2年）2月25日付で清算を結了、法人としては消滅した。
なお、くるる府中店は府中市内で唯一にして最後のサブウェイ店舗であったが、府中駅前の再開発地区にはのちに、ワタミによる日本サブウェイ買収後、2024年10月28日にサブウェイフォーリス府中店が開店し、くるる府中店の閉店から6年ぶりに、同地区にサブウェイ店舗が復活している。

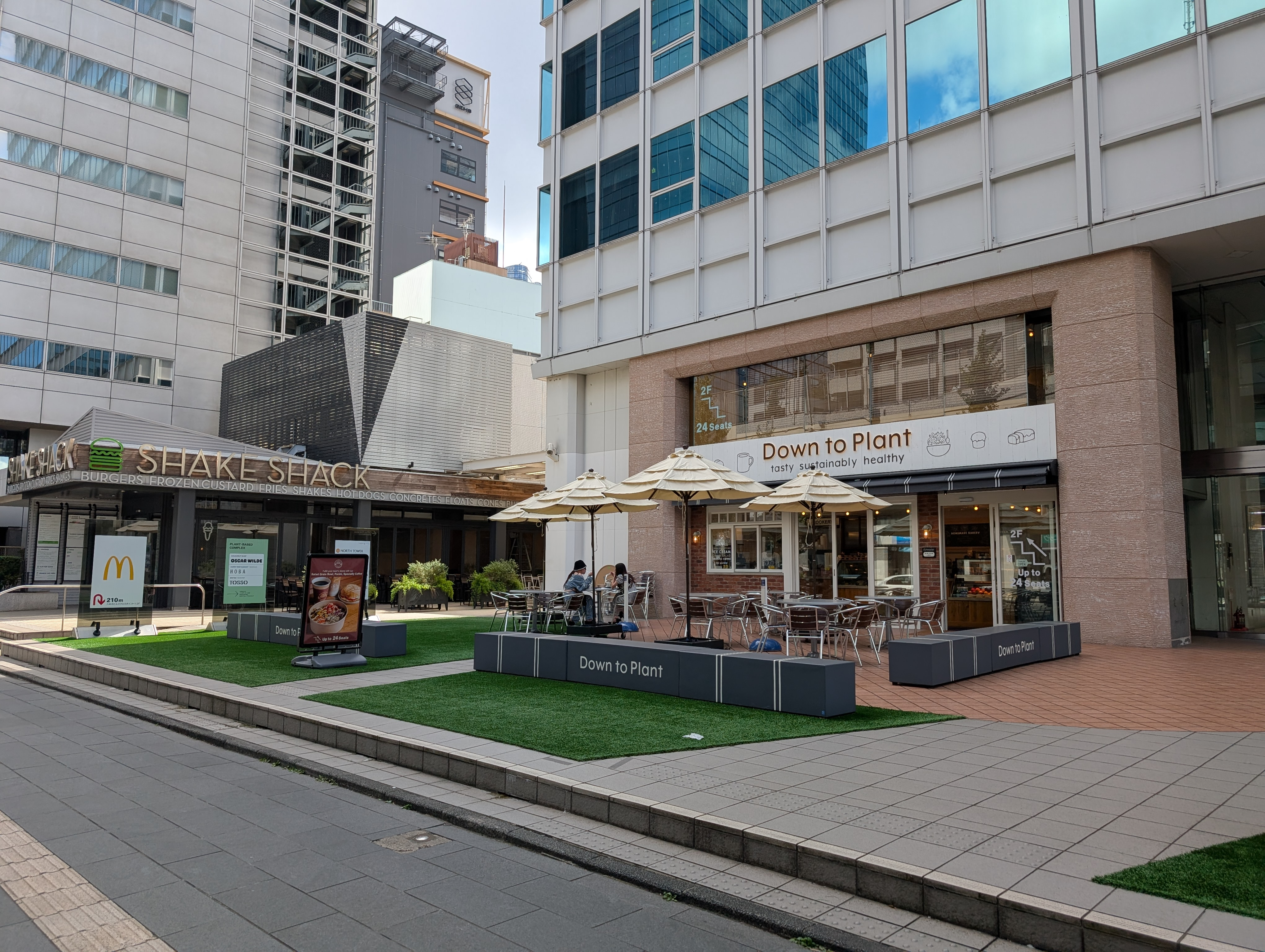
六本木ヒルズ店があった六本木ヒルズノースタワー（右）
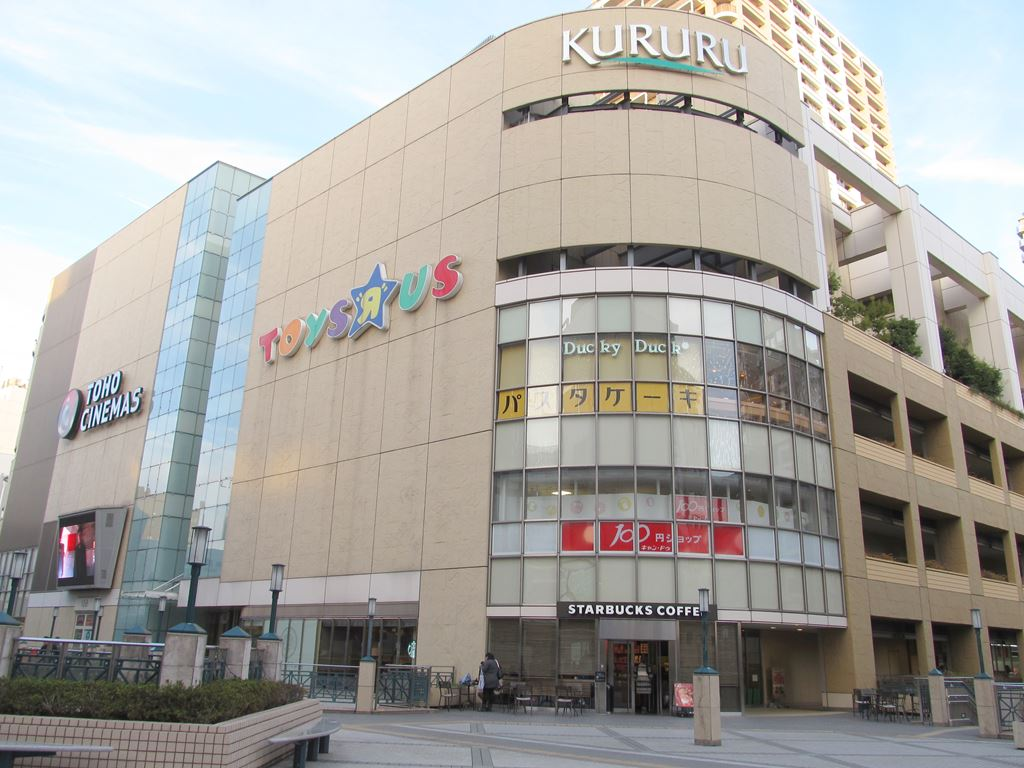
くるる府中店があった再開発ビル「くるる」
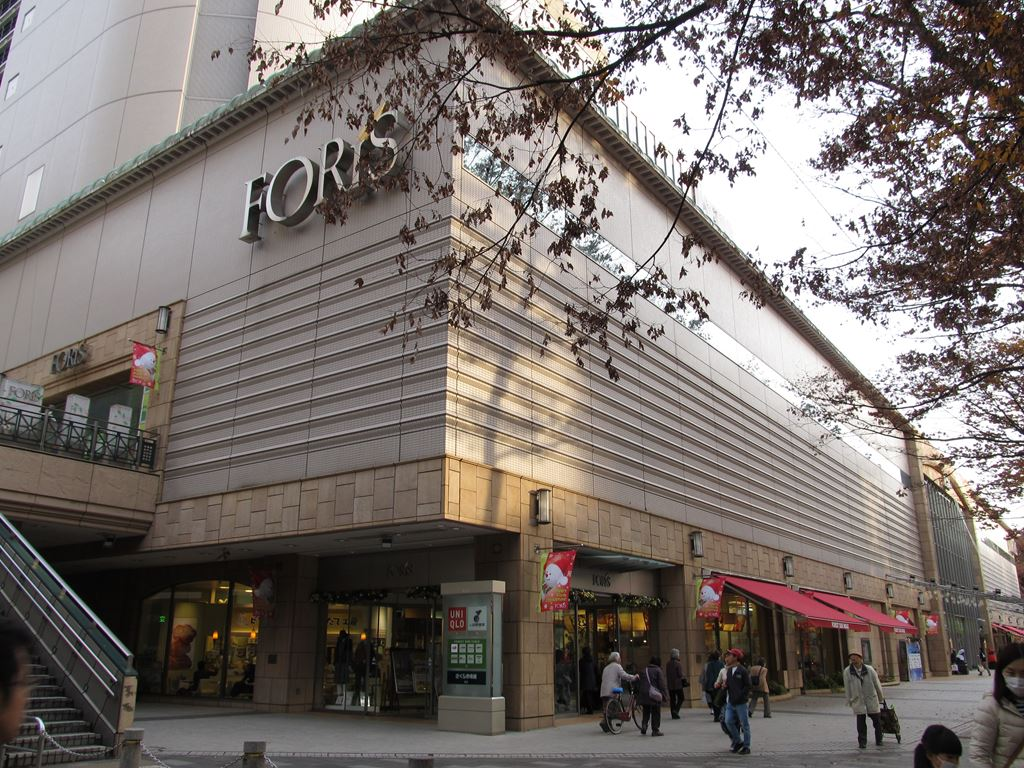
2024年にサブウェイが新規出店した再開発ビル「フォーリス」

## 経営破綻の影響
日本サブウェイはサントリー子会社として設立されたが、2016年3月末でフランチャイズ契約が切れることから、サントリーは日本サブウェイ株式の65%をサブウェイのオランダ法人に売却した。その後は日本国内の展開についてはサブウェイ本社の直轄となっていたが、サントリーも飲料の納入等での関与を続けるため株式の一部保有は続け、出向している経営陣も一部残留していた。
しかし2018年3月に残りの株式も全て売却し、サントリーは日本サブウェイの経営から完全に撤退した。サントリーの撤退により、日本全国でサブウェイの閉店ラッシュが発生し、2018年5月時点で過去4年間に約170店を閉店、2019年6月時点で過去4年半の間に約200店を閉店していたことが報じられた。2019年12月下旬には店舗数はピーク時から半減し、221店にまで落ち込んだ（なお、2014年6月時点の店舗数は約480店であった）。
そして、日本サブウェイの大手フランチャイジーであったエージー・コーポレーションが経営破綻したことで、日本サブウェイの業績低迷と大量閉店について注目されることとなった。経済雑誌『プレジデント』によれば、2018年5月時点で過去4年間に約170店を閉店、『ダイヤモンド』によれば、2019年6月時点で過去4年半の間に約200店を閉店していたことが報じられた。